# Steenkist van Rijs
De steenkist van Rijs is een archeologische vondst bij Rijs in de Nederlandse provincie Friesland. 
In 1849 ontdekte men op het landgoed van G.R.G. van Swinderen bij het graven van greppels enkele grote keien. De stenen werden afgevoerd, kapot geslagen, en gebruikt voor wegverharding.

## Onderzoeken

### Janssen
De vondst in het Rijsterbos werd in 1849 onderzocht door de Leidse oudheidkundige dr. L.J.F. Janssen. Hij beschreef een bouwwerk van zeven draagstenen en een sluitsteen. Er waren geen dekstenen.

### Van Giffen
In 1922 onderzocht Van Giffen de plek en vond standkuilen in de resten van de heuvel. Lange tijd werd gedacht dat de archeologische vondst een hunebed was, het enige in Friesland. Het kreeg de aanduiding F1. In 1958 plaatste Van Giffen aan het oppervlak zichtbare van veldsteencement gemaakte stenen. Deze waren gevormd aan de hand van de oorspronkelijke standkuilen. 

### Lanting
In 1996 kwam archeoloog Jan Lanting van de Rijksuniversiteit Groningen tot de conclusie dat het om een steenkist ging. Ze wordt toegeschreven aan de trechterbekercultuur. Het graf is een meter breed, net als de twee steenkistgraven in Diever en Heveskesklooster. Het lag een meter onder het maaiveld, terwijl hunebedden daar op werden gebouwd.

## Afbeeldingen

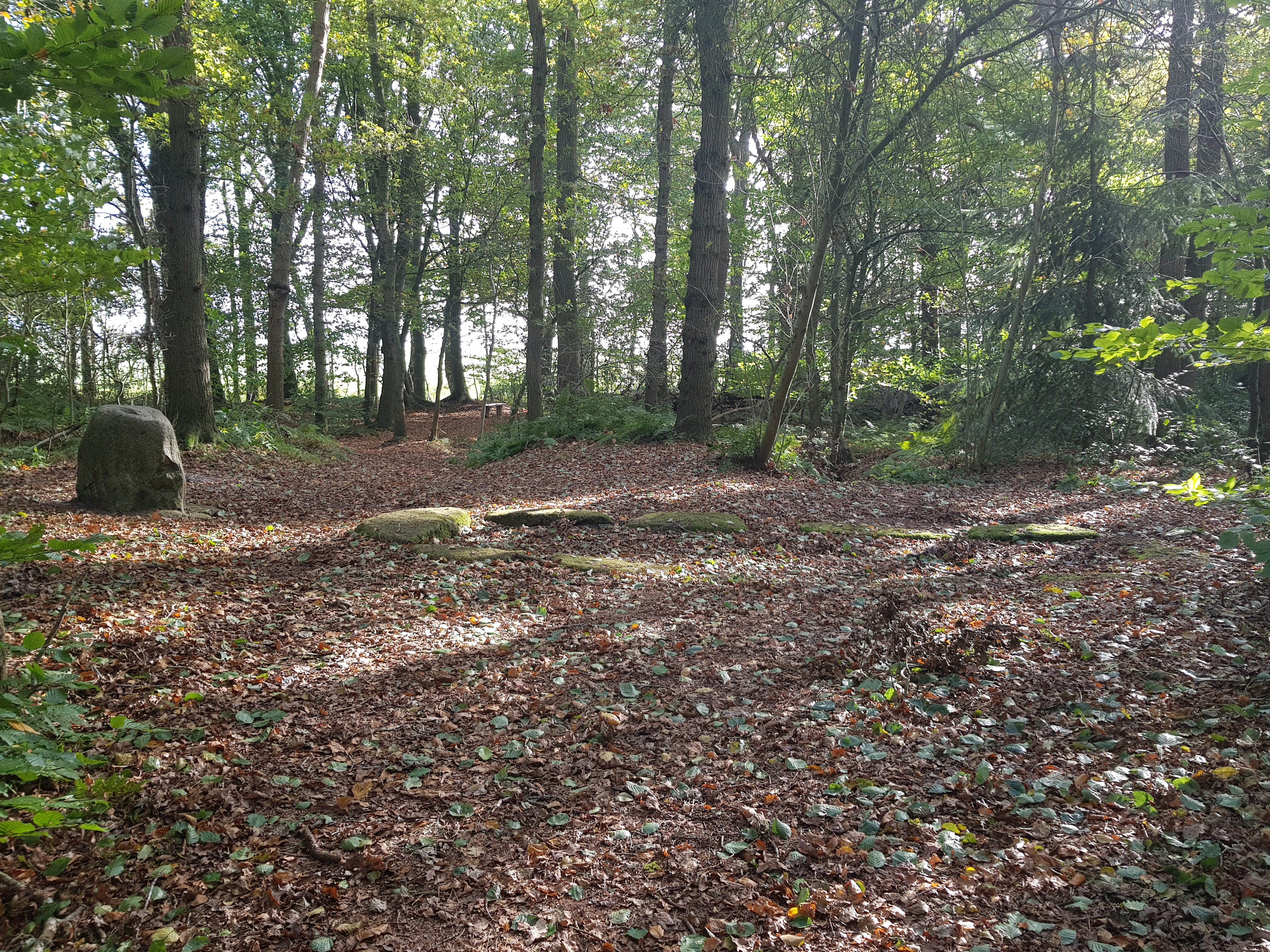
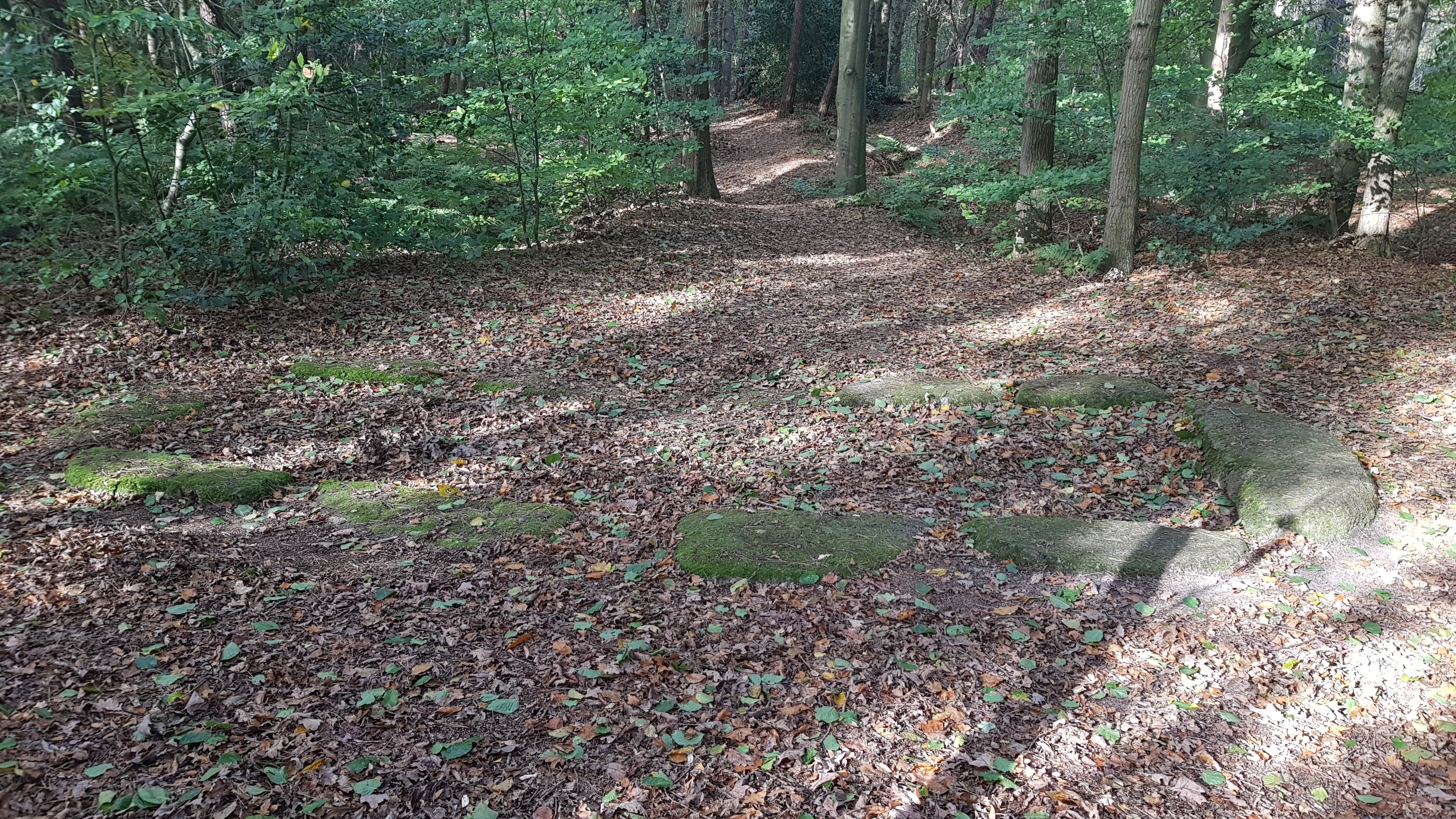